# Cabin Hill Cemetery
Cabin Hill Cemetery is een Britse militaire begraafplaats met gesneuvelden uit de Eerste Wereldoorlog, gelegen in het Belgische dorp Wijtschate, een deelgemeente van Heuvelland. De begraafplaats ligt 2,2 km ten zuidoosten van het dorpscentrum. Ze werd ontworpen door Noel Rew en wordt onderhouden door de Commonwealth War Graves Commission. Het nagenoeg rechthoekige terrein heeft een oppervlakte van 380 m² en is aan drie zijden omgeven door een bakstenen muur. Het Cross of Sacrifice staat centraal tegen de noordoostelijke zijde die begrensd is door een beukenhaag. De begraafplaats is bereikbaar via een 65 m lang graspad. Er liggen 67 doden begraven die allen geïdentificeerd zijn.

## Geschiedenis
Wijtschate werd begin november 1914 door de Duitse troepen ingenomen. Het dorp werd door de Britse 11th Division tijdens de Tweede Slag om Mesen op 7 juni 1917 heroverd, waarna de begraafplaats door dezelfde divisie werd aangelegd. Op 16 april 1918 werd het dorp gedurende het Duitse lenteoffensief door de vijandelijke troepen opnieuw ingenomen. Uiteindelijk werd het door de Commomwealth-troepen definitief heroverd op 28 september 1918. Deze frontlijnbegraafplaats werd gebruikt tot maart 1918. Haar naam verwijst naar een herdershut die toen in de nabijheid lag.
Er liggen 42 Britten en 25 Australiërs begraven.
In 2009 werd de begraafplaats als monument beschermd.

## Onderscheiden militairen
- De korporaal Arthur Barnes en soldaat Edward O'Neill ontvingen de Military Medal (MM). Korporaal Frederick Ernest Leach ontving deze onderscheiding tweemaal (MM and Bar).